# Cis americanus
Cis americanus is een keversoort uit de familie houtzwamkevers (Ciidae). De wetenschappelijke naam van de soort werd in 1852 gepubliceerd door Carl Gustaf Mannerheim.